# Union internationale des sociétés de transport combiné Rail-Route
L'UIRR, abrégé de Union internationale pour le transport combiné Rail-Route (ou : Union internationale pour le transport combiné Rail-Route, abbréviée UIRR) est une organisation européenne qui promeut le transport intermodal.

## Description

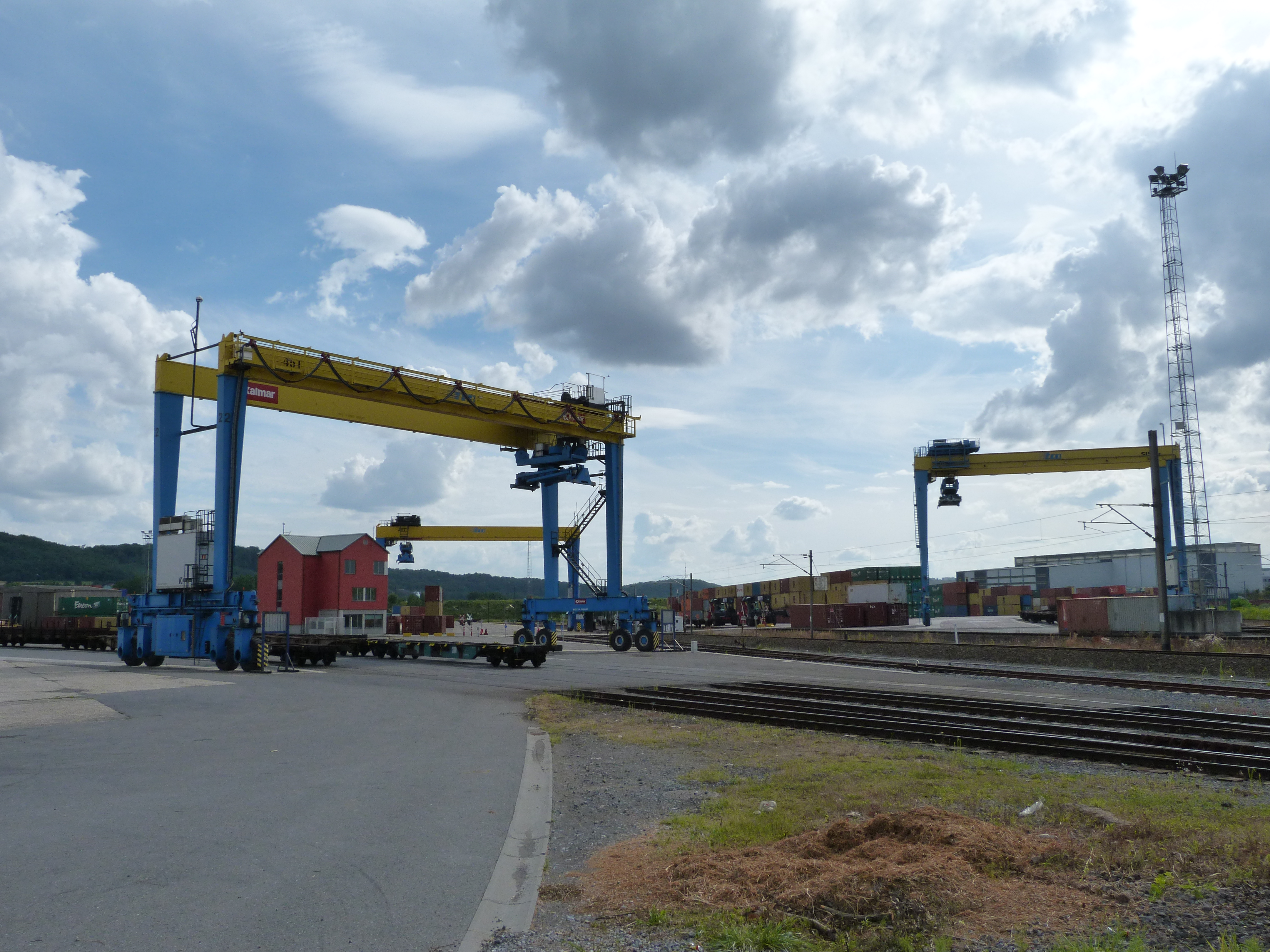
Le Terminal container d'Athus, au tripoint Belgique-France-Luxembourg, est l'un des membres de l'UIRR.

Elle a été fondée en 1970 et a célébré son 40e anniversaire lors d'une conférence à Bruxelles. L'UIRR est un partenaire de l'UIC (Union Internationale des Chemins de fer). 
Elle a participé à divers projets sur le transfert modal, la réduction des émissions de dioxyde de carbone, la libéralisation du marché ferroviaire et les questions environnementales.
L'UIRR a été fondée par huit sociétés de transport intermodal. Elle compte aujourd'hui 45 entreprises, 17 partenaires et a signé des protocoles d'accord avec 17 associations nationales à travers l'Europe. L'UIRR est membre du Groupe des Organismes Représentatifs, qui sont eux-mêmes reconnus des clients du fret ferroviaire auprès de l'Agence Ferroviaire Européenne.
Les affiliations à l'UIRR se sont développées de manière « dynamique », suivant les traces du développement du secteur européen du transport intermodal. La pandémie de Covid-19 a affecté les transporteurs européens, dont l'UIRR.